# Tococa undabunda
Tococa undabunda là một loài thực vật có hoa trong họ Mua. Loài này được J.F. Macbr. miêu tả khoa học đầu tiên năm 1929.